# Braheska gravvalvet
Braheska gravvalvet är ett gravvalv som ligger under det södra koret, Braheska gravkoret i Jäders kyrka. Hela denna del av kyrkan har färdigställts till år 1659, efter beställning av Margareta Brahe. Till skillnad mot vad som är fallet med Braheska gravkoret, är gravvalvet skyddat från insyn i och med att det ligger i "källarplanet" under koret. År 1938 flyttades sex kistor upp från gravvalvet till Braheska gravkoret.
Kistorna i gravvalvet tillhör följande personer:
- Anna Margareta Oxenstierna af Södermöre (1650–1672), grevinna, dotter till greve Erik Oxenstierna af Södermöre (1624–1656) och grevinnan Elsa Elisabeth Brahe (1629–1689). Gift 1665 med greve Klas Tott (1630–1674). Kistan är av koppar och är rikt dekorerad. På kistan finns en plåt med inskrift: "Anna Margareta Oxenstierna, Dotter af Södermöre, Grefinna till Carleborg, Friherrinna till Sunneby, Fru till Ekolsund, född 1650, död 1672".
- Barnkista, tillhörande Axel Magnus Oxenstierna af Södermöre (1686–1687), son till greve Carl Gustaf Oxenstierna af Södermöre (1655–1686) och Hedvig Ebba De la Gardie (1659–1700). Kistan är av ek och på en plåt finns inskriften: "Axel Magnus Oxenstierna, Född i Wien 1686, Död i Tidö 1687". OBS!: I "Elgenstierna G, Den introducerade svenska adelns ättartavlor, vol V, sid 608" står att Axel Magnus är född i Wien 1685 och även är död där 1686. Det kan möjligen röra sig om en äldre bror med samma namn.
- Christina Soop (1681–1690), troligen dotter till friherre Erik Soop (1645–1700). Ej omnämnd hos "Elgenstierna".  Mindre kopparkista som på sidorna har bibelspråk. Inskrift: "Fröken Christina Soop, Född i Riga 1681, Död 1690".
- Erik Soop (1645–1700), friherre, guvernör i Riga. Gift 1686 med grevinnan Margareta Christina Oxenstierna af Croneborg (1645–1740). Kistan är av koppar och är klädd med svart sammet. På huvudgaveln finns Soops vapen samt inskriften: "Baron Erik Soop, Generalgouvernör öfver Riga, Född i Broone 1645, Död 1700."
- Hedvig Ebba De la Gardie (1659–1700), grevinna, dotter till greve Magnus Gabriel De la Gardie (1622–1686) och furstinnan Maria Eufrosyne av Pfalz-Zweibrücken (1625–1687). Gift 1684 med Carl Gustaf Oxenstierna af Södermöre (1655–1686). Kistan är av koppar och har bukiga sidor. Den är klädd med svart sammet och har handtag och ornament av förgylld mässing. På gavlarna finns plåtar. På den ena inskriften: "Grefvinnan Hedvig Ebba De la Gardie, Född 1659, Död 1700."
- Carl Gustaf Oxenstierna af Södermöre (d.y.) (1686–1706), son till Carl Gustaf Oxenstierna (d.ä.) af Södermöre (1655–1686) och Hedvig Ebba De la Gardie (1659–1700). OBS! Slöt den grevliga ätten Oxenstierna af Södermöre. Kistan är av koppar och på ena gaveln finns Oxenstiernas vapen och på den andra sidan en plåt med inskriften: "Grefve Carl Gustaf Oxenstierna af Södermöre, Född i Stockholm 1686, Död under belägringen av fästningen Laovitz i Litauen 1706."
- Samuel Barck (1799–1832) (enl "Elgenstierna" 1797–1830), kammarherre, son till Nils Anton Augustin Barck (1760–1822) och Catharina Charlotta Trafvenfeldt (1756–1839). Kistan är svart, av trä och är enkel. Den är stoftad. Inskrift: "Grefve Samuel Bark, Född 1799, Död 1832".
- Catharina Charlotta Barck, född Trafvenfeldt, (1756–1839), dotter till Johan Ludvig Trafvenfeldt och Eva Christina Wallenberg (Wahlberg). Gift 1784 med greve Nils Anton Augustin Barck (1760–1822). Kistan är av samma utseende som makens (nummer 7). Inskrift: "Grefvinnan Catharina Charlotta Bark, Född Trafvenfelt 1756, Död 1839". Både kista nummer 7 och denna (nummer 8) sattes 1850 i en sarkofag av furuplank, eftersom de hade börjat förfalla.
- Okänd person, troligen den så kallade Lifknekten. Kistan är en enkel ekkista.